# GThumb
gThumb est une visionneuse d'images libre pour l'environnement graphique GNOME diffusée sous licence publique générale GNU. Elle et est conçue pour avoir une interface simple.

## Fonctionnalités
gThumb permet d'importer des photos d'un appareil photo numérique, de naviguer parmi les photos stockées sur le disque dur et de les organiser.
L'organisation se fait par l'ajout de méta-données aux photos et par le classement des photos en catalogues en fonction de critères choisis par l’utilisateur (d'après une date, un mot-clé,...), les catalogues pouvant eux-mêmes être regroupés en librairies. À noter que l'organisation des photos en catalogues et librairies est virtuelle dans le sens où les fichiers ne sont pas physiquement déplacés sur le disque dur et restent dans les répertoires où ils ont été placés initialement. Il est donc possible d'afficher une même photo dans différents catalogues sans pour autant que le fichier correspondant soit dupliqué.
gThumb permet également de créer des diaporamas, des albums au format HTML avec différents thèmes graphiques, de copier les photos dans certains services de stockage en ligne (23hq.com, Picasa Albums Web, Facebook, Flickr, PhotoBucket), et de graver des CD et DVD.
De nombreuses fonctionnalités basiques ou semi-évoluées d'édition d'image sont incluses dans le logiciel, comme l'ajustement des couleurs, la correction des yeux rouges, le pivotement et retournement, le redimensionnement et la découpe des photos.
gThumb propose également de localiser les doublons, et d'appliquer certains traitements à un lot d'images : renommage des fichiers, conversion du format des fichiers, modification des dates, rotation et redimensionnement. L'utilisateur peut également appliquer ses propres scripts.
Un système d'extensions permet de n'activer que les fonctionnalités voulues.

## Historique du développement
La première version du logiciel a été publiée en 2001.
La version 3.0.0, sortie le 23 avril 2012, marque le passage à GTK+ 3.
La version 3.4 arborera un nouveau look.